# Muzeul Național al Naturii și Științei din Tokyo
Muzeul Național de Natură și Știință (国立科学博物館 Kokuritsu Kagaku Hakubutsukan?) este situat în partea de nord-est a  parcului Ueno. Deschis în 1871, a avut mai multe denumiri, incluzând Muzeul Ministerului Educației, Muzeul Tokyo, Muzeul de Științe din Tokyo, Muzeul Național de Știință din Japonia, și Muzeul Național de Natură și Știință începand din 2007. A fost renovat în anii 1990 și 2000, și oferă o varietate largă de expoziții de istorie naturală și experiențe științifice interactive.

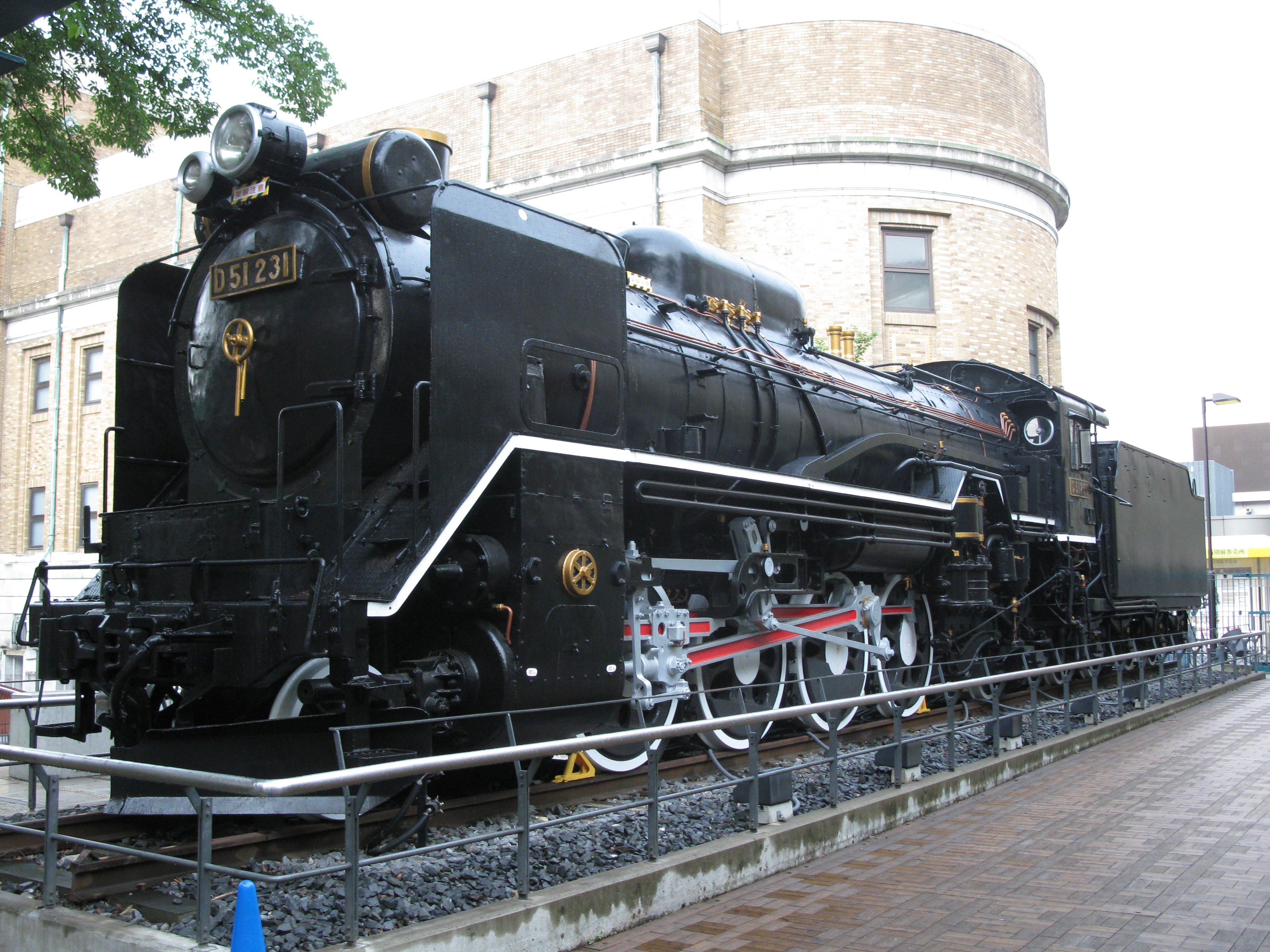
Locomotiva cu aburi în faţa Muzeului Naţional de Natură și Știință.

Muzeul are expoziții despre știința din perioada pre-Meiji din Japonia.

## Ramuri de cercetare
Gradina Botanică Tsukuba

## Clădiri expoziționale

### Nihonkan (Galerie japoneză)

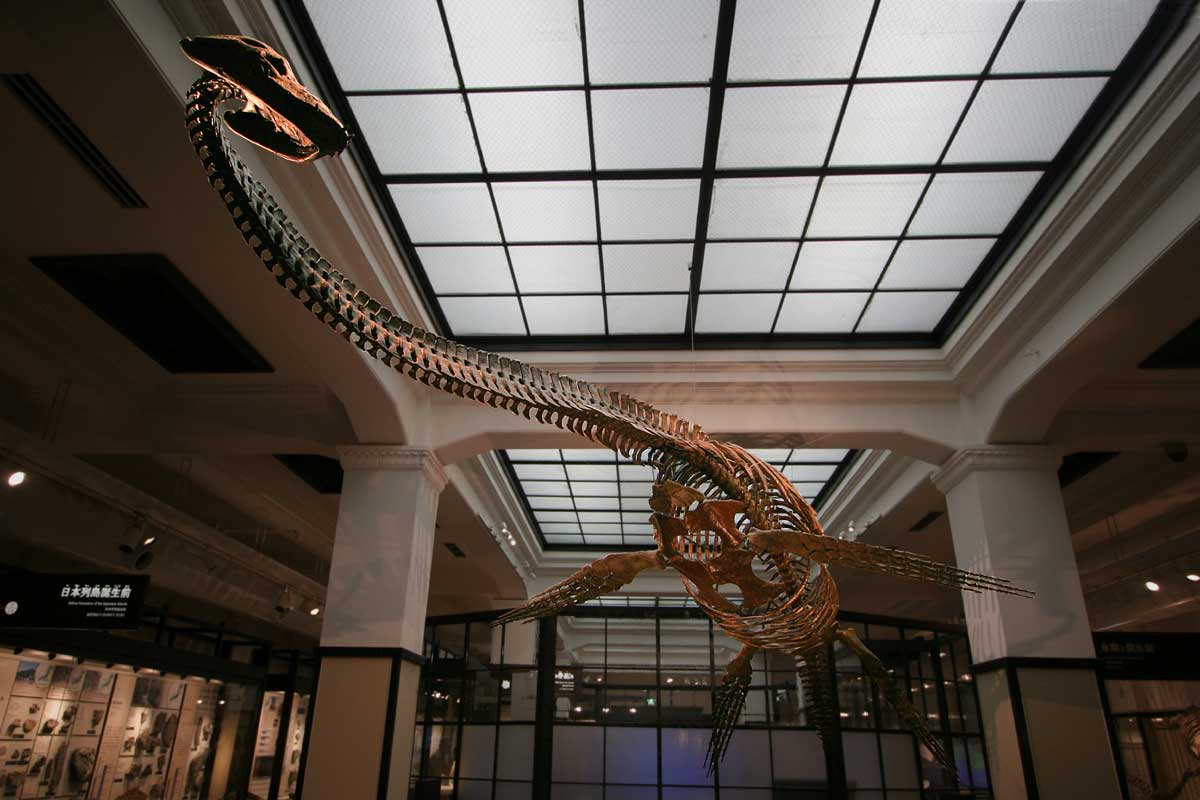
Futabasaurus
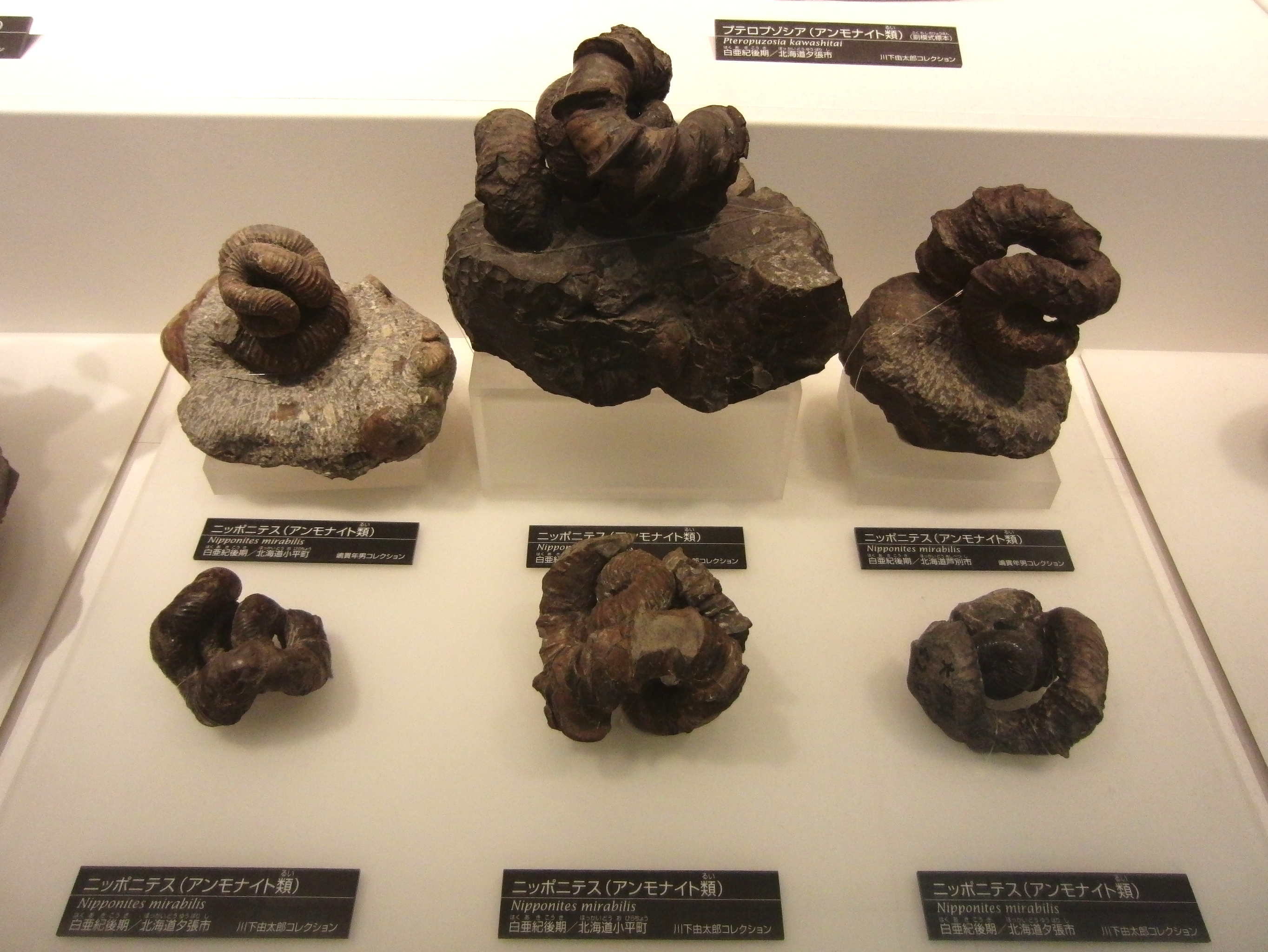
Nipponite ammonite
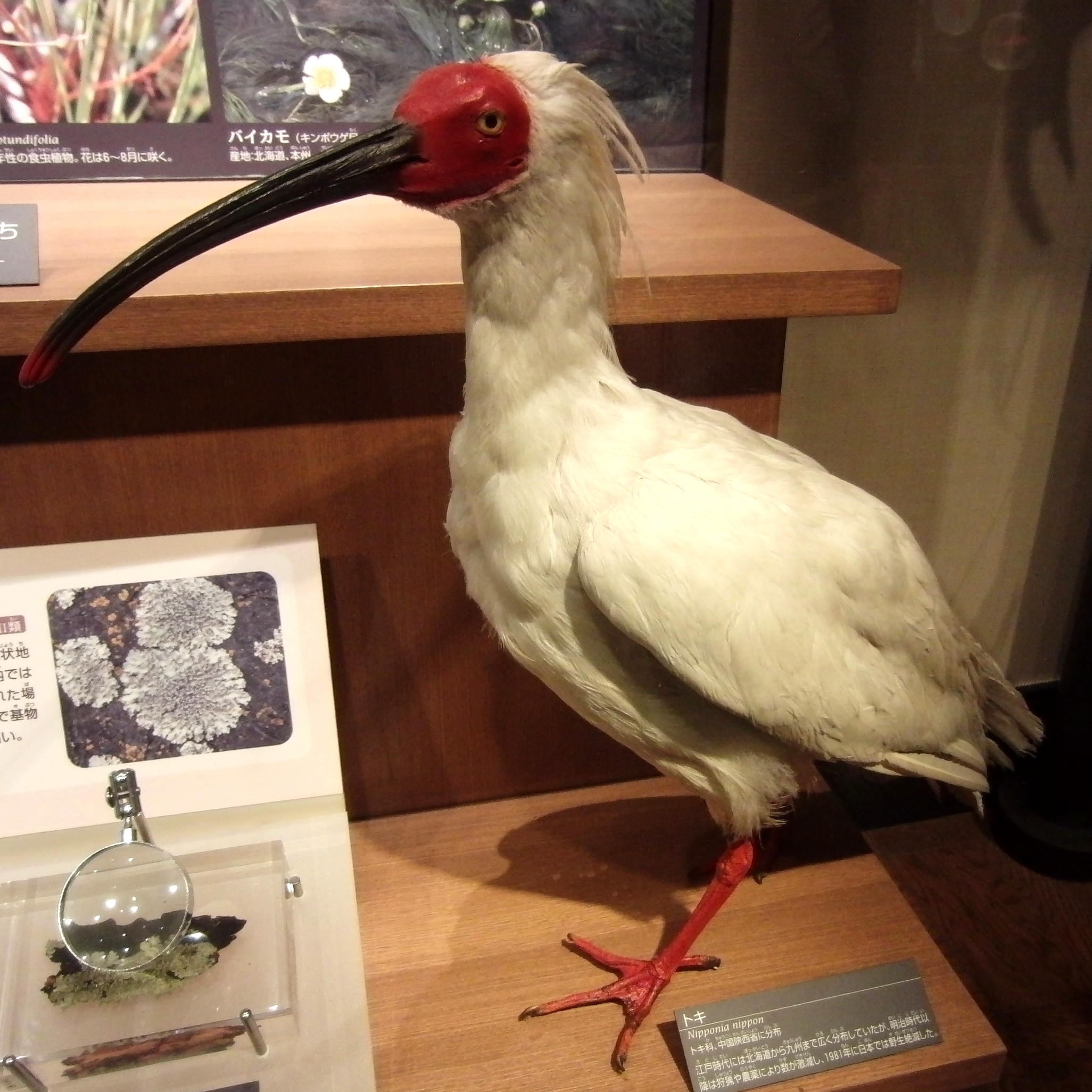
Ibis crestat Japonez (Nipponia nippon)
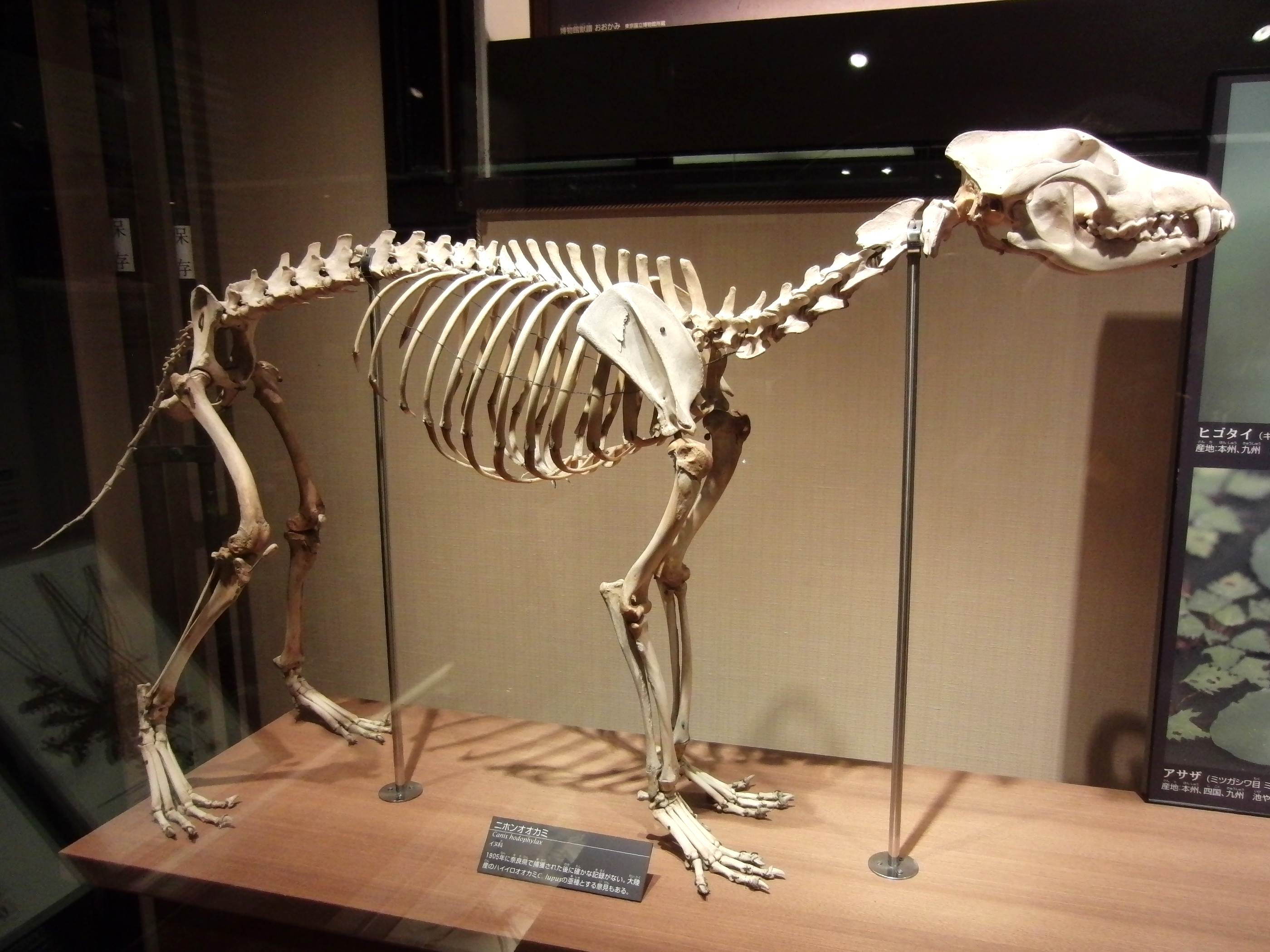
Lup Honshu (Lup Japanez)
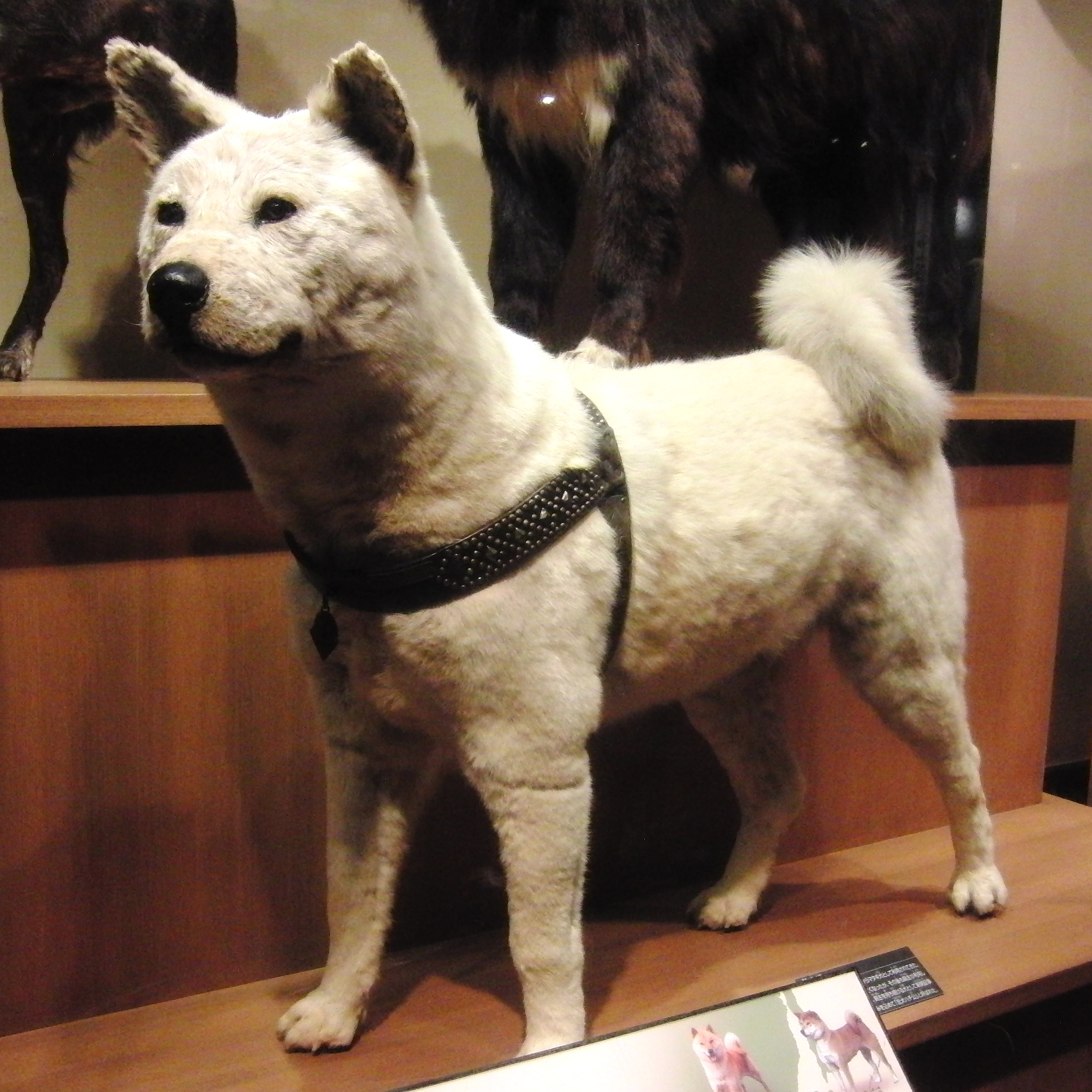
Hachikō
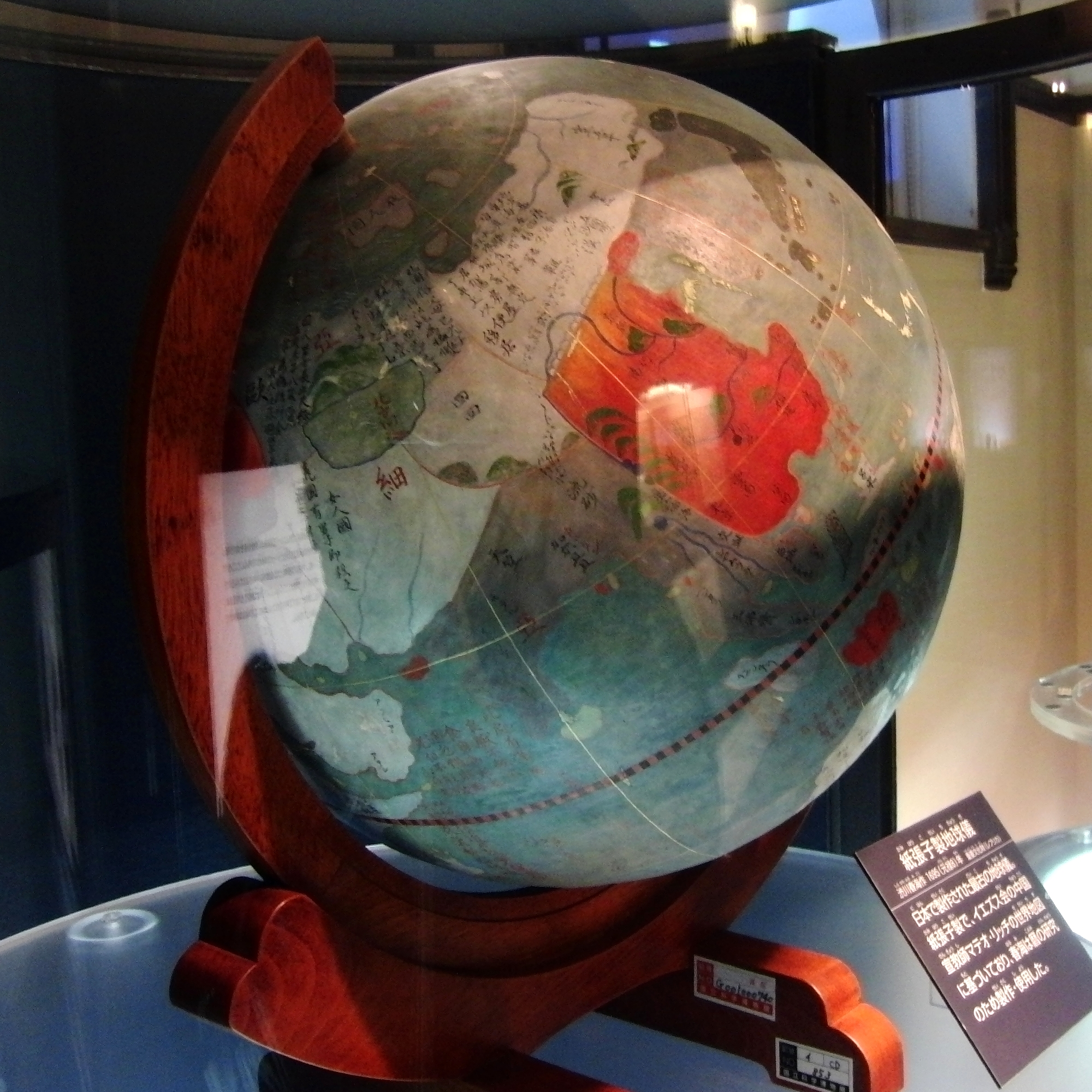
Glob terestru realizat prin metoda Papier-mache, de Shibukawa Shunkai în 1695. Face parte din patrimoniul cultural al Japoniei
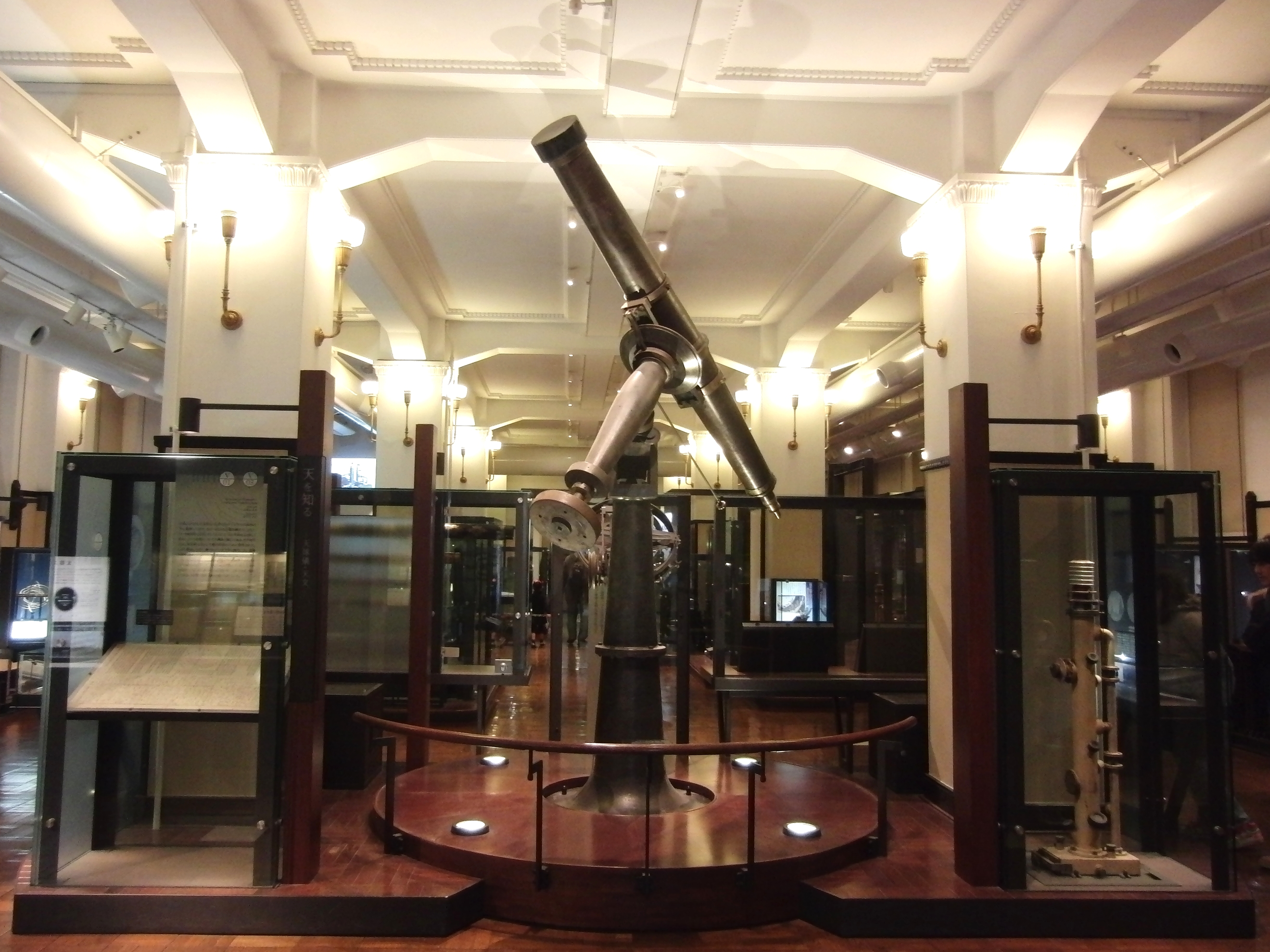
Telescop astronomic Troughton & Simms, din sec al 19-lea  . Face parte din patrimoniul cultural al Japoniei
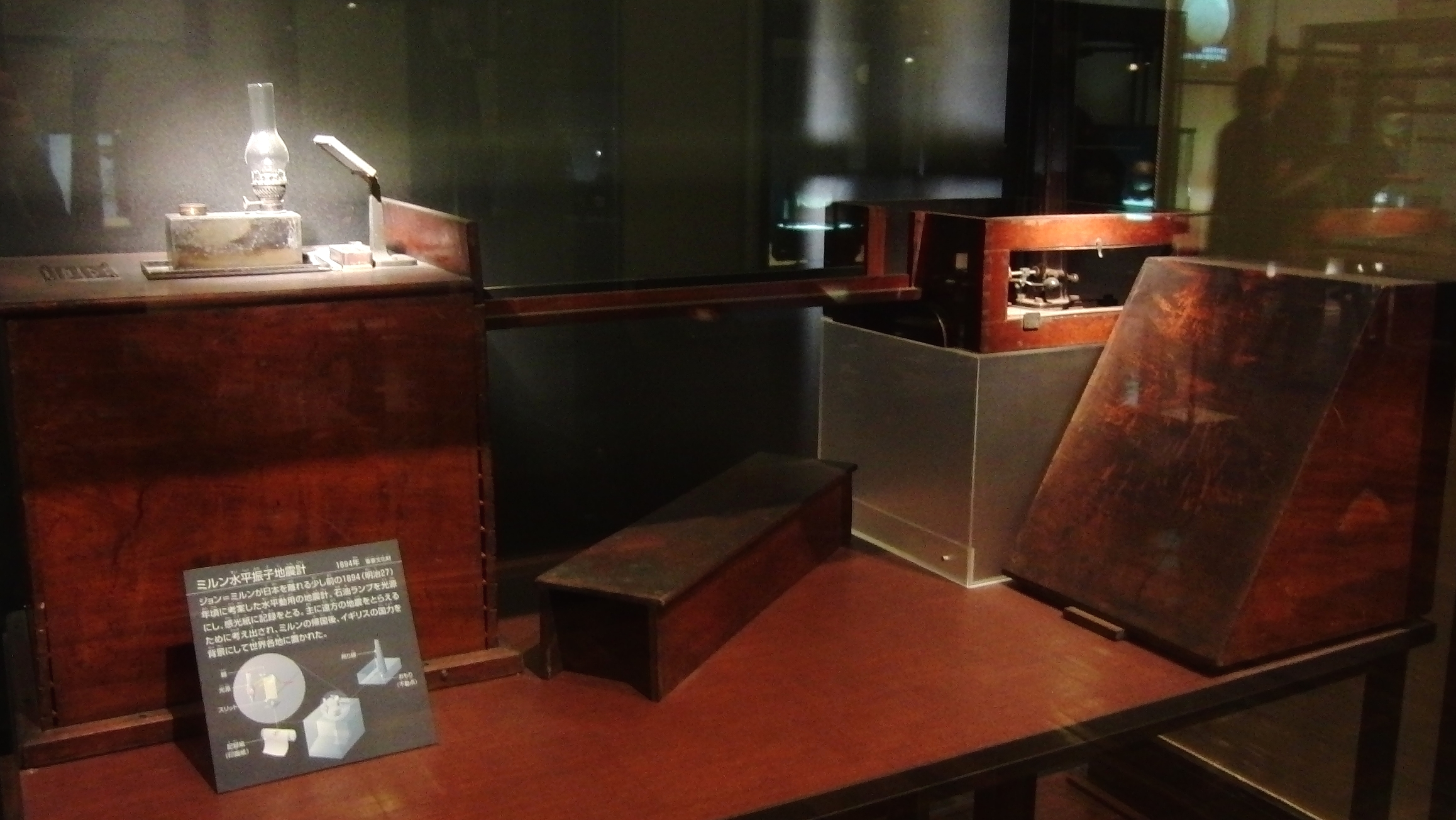
Un seismograf Milne cu pendul orizontal. Face parte din patrimoniul cultural al Japoniei
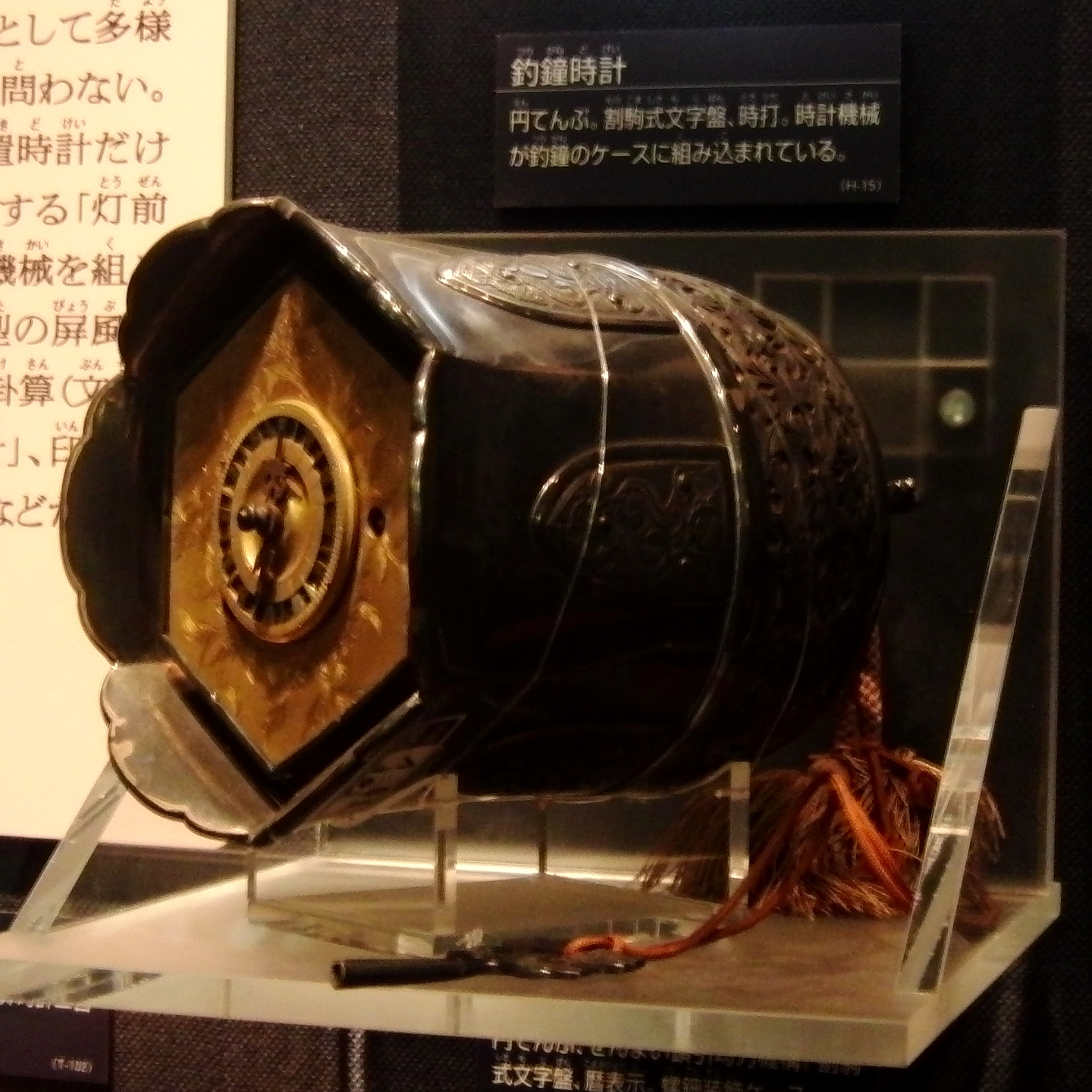
Tsurigane-dokei (ceas de agaţat în formă de clopot)

### Chikyūkan (Galerie globală)

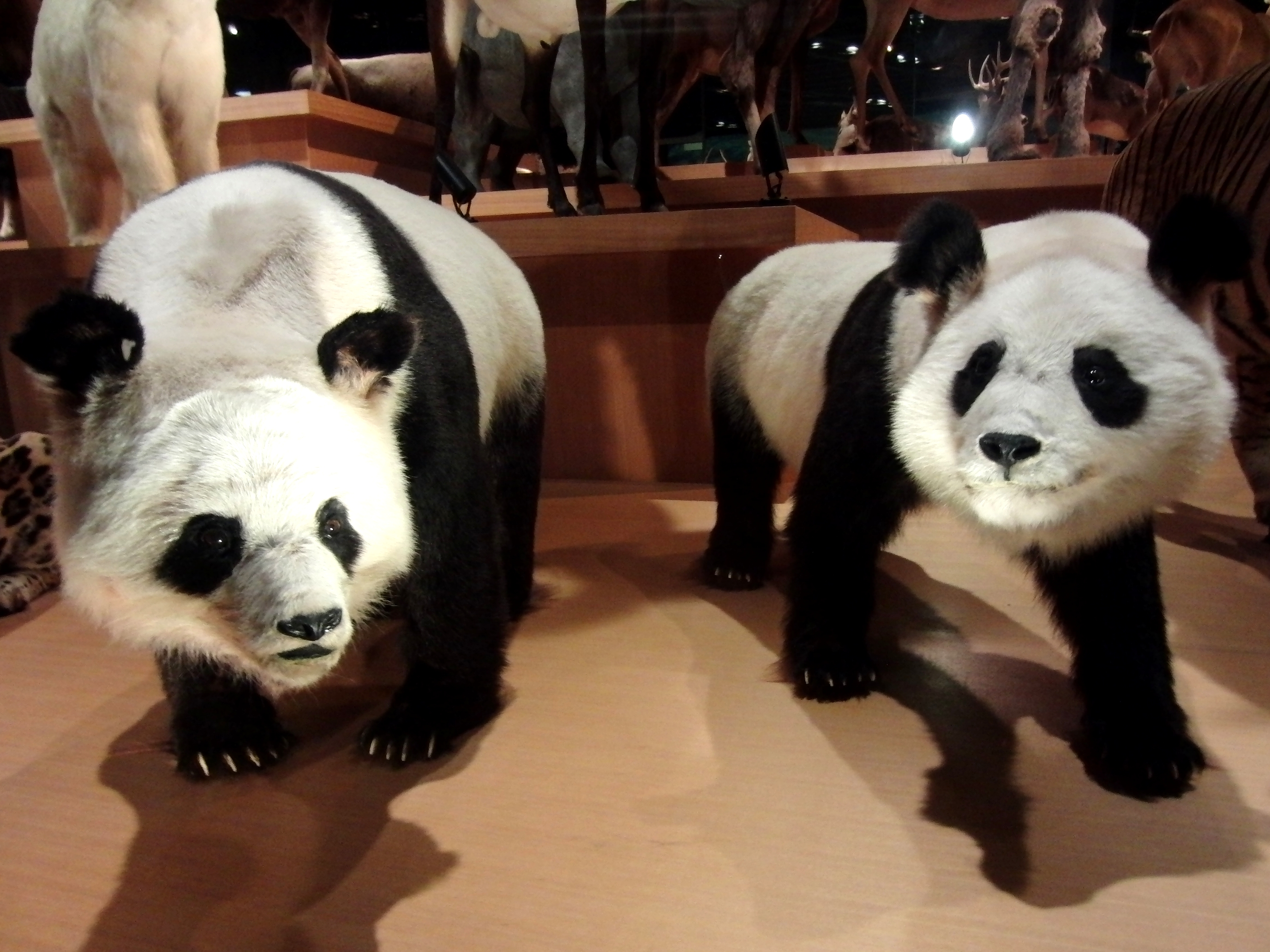
Panda uriaşi numiţi "Fei Fei" (stânga) şi "Tong Tong" (dreapta)
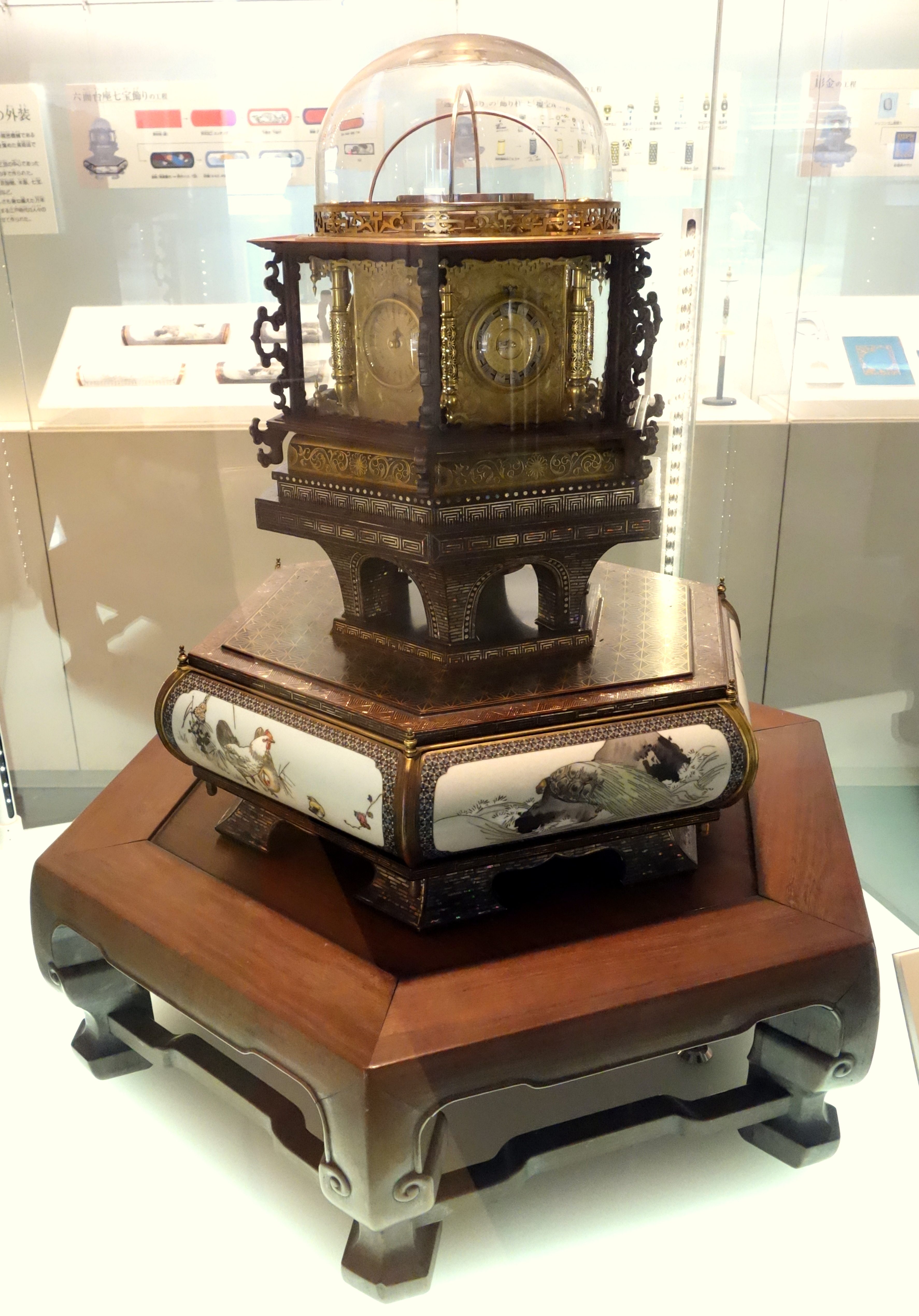
Myriad year clock, sec al 19-lea. Face parte din patrimoniul cultural al Japoniei
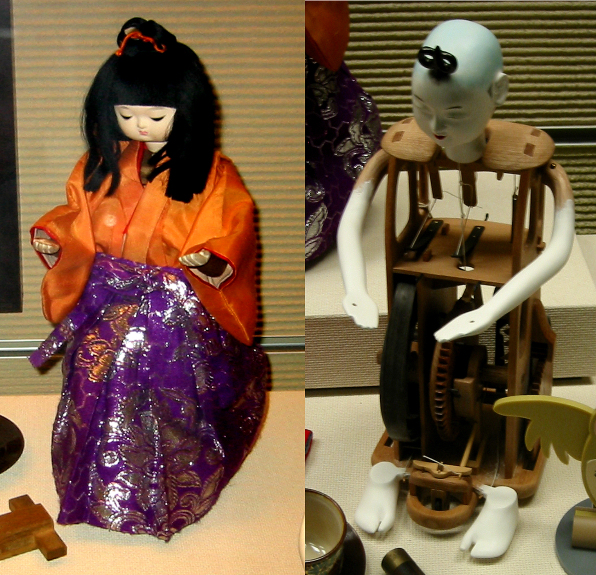
Karakuri ningyō
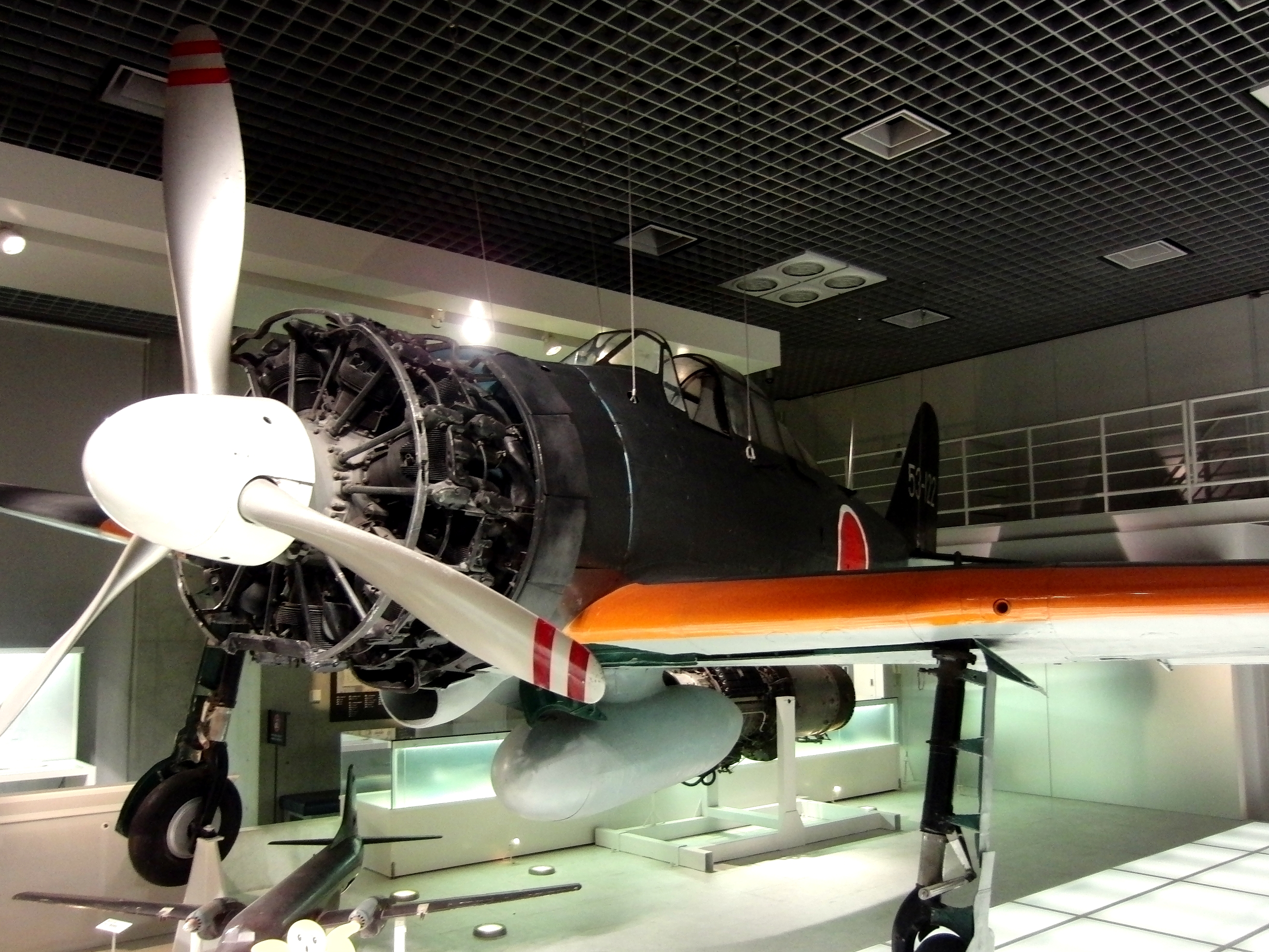
Mitsubishi A6M Zero (Zero Fighter) Model 21
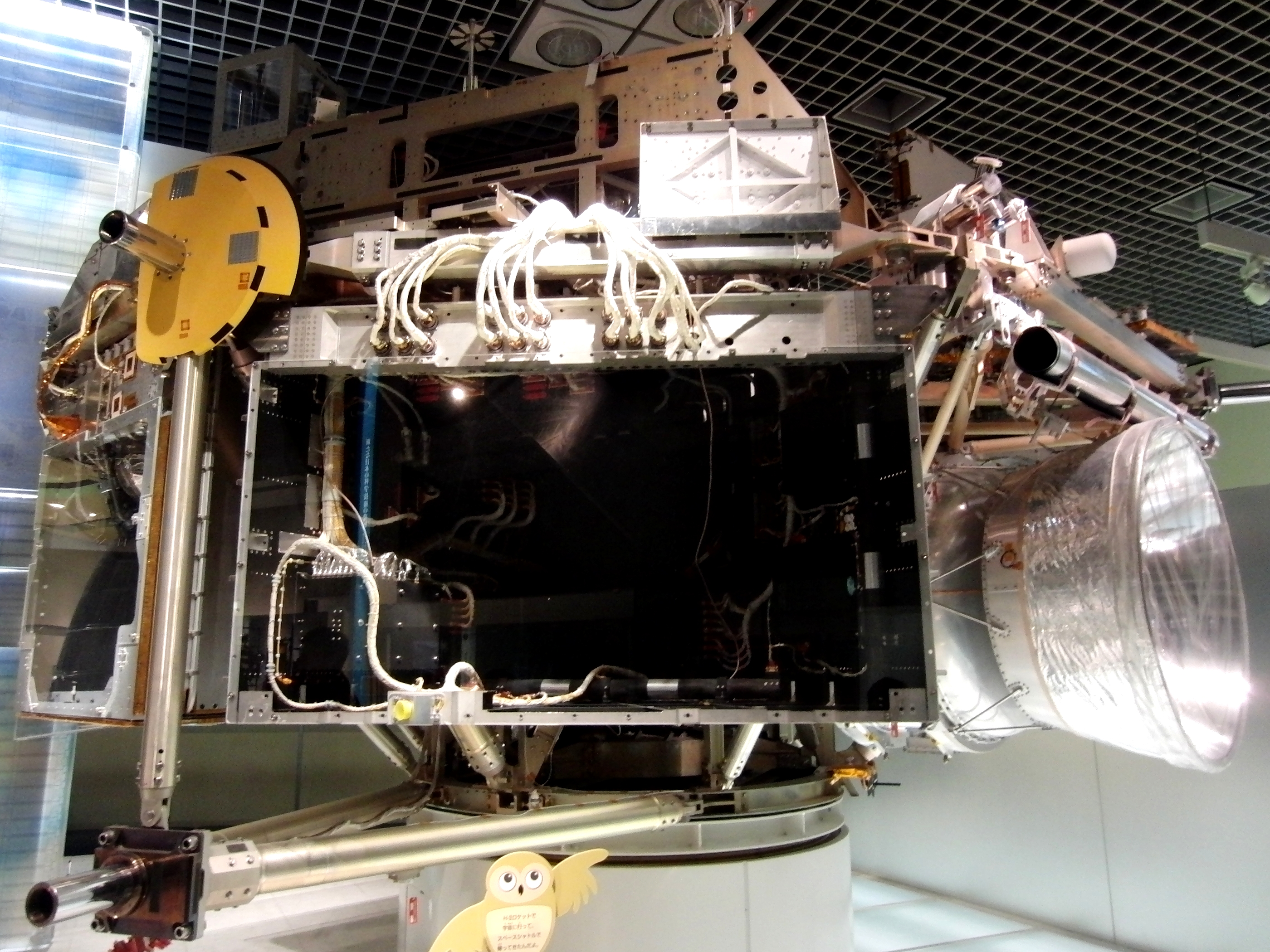
Space Flyer Unit
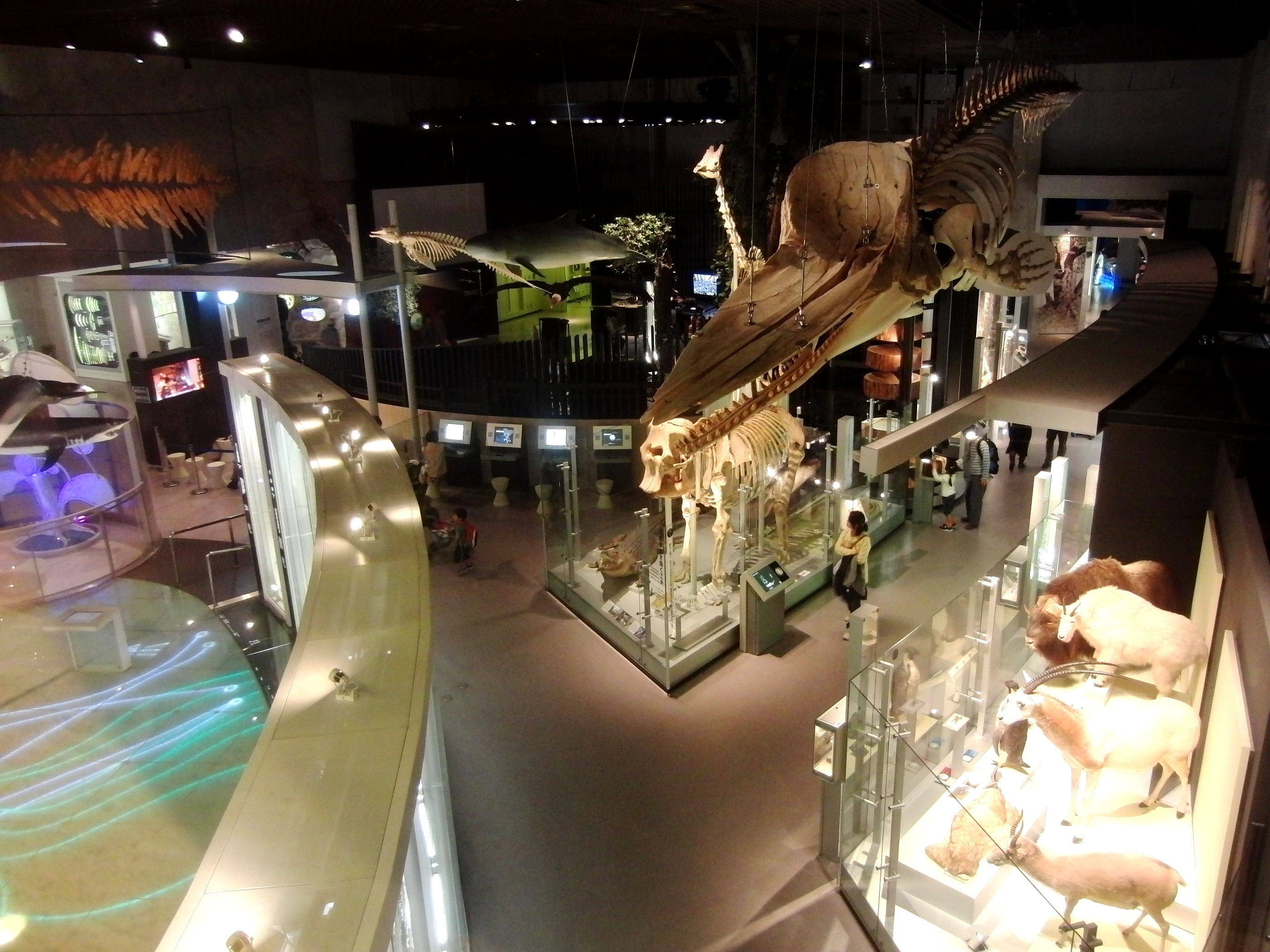
Scheletul unui caşalot
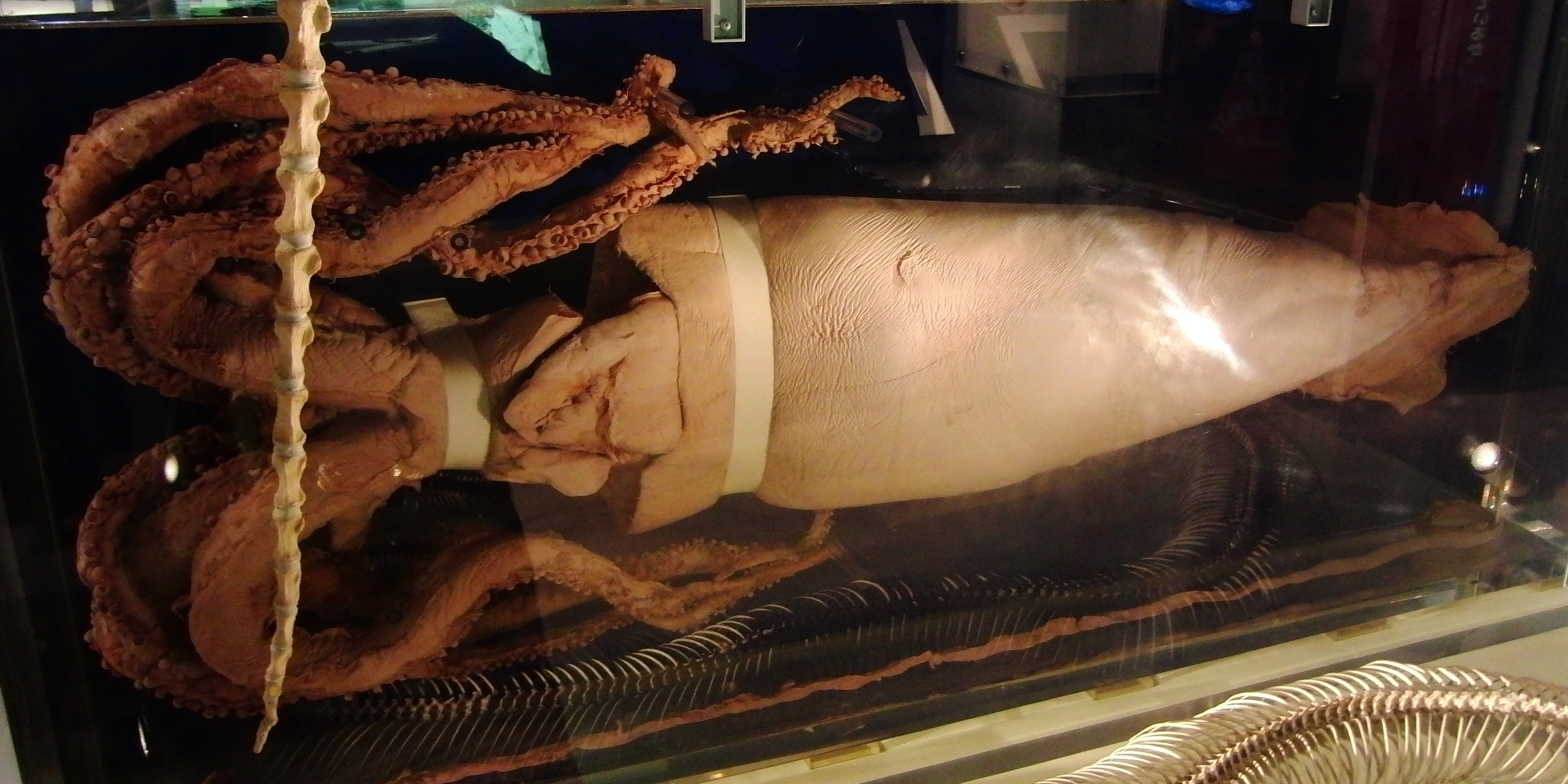
Specimen de calamar uriaş
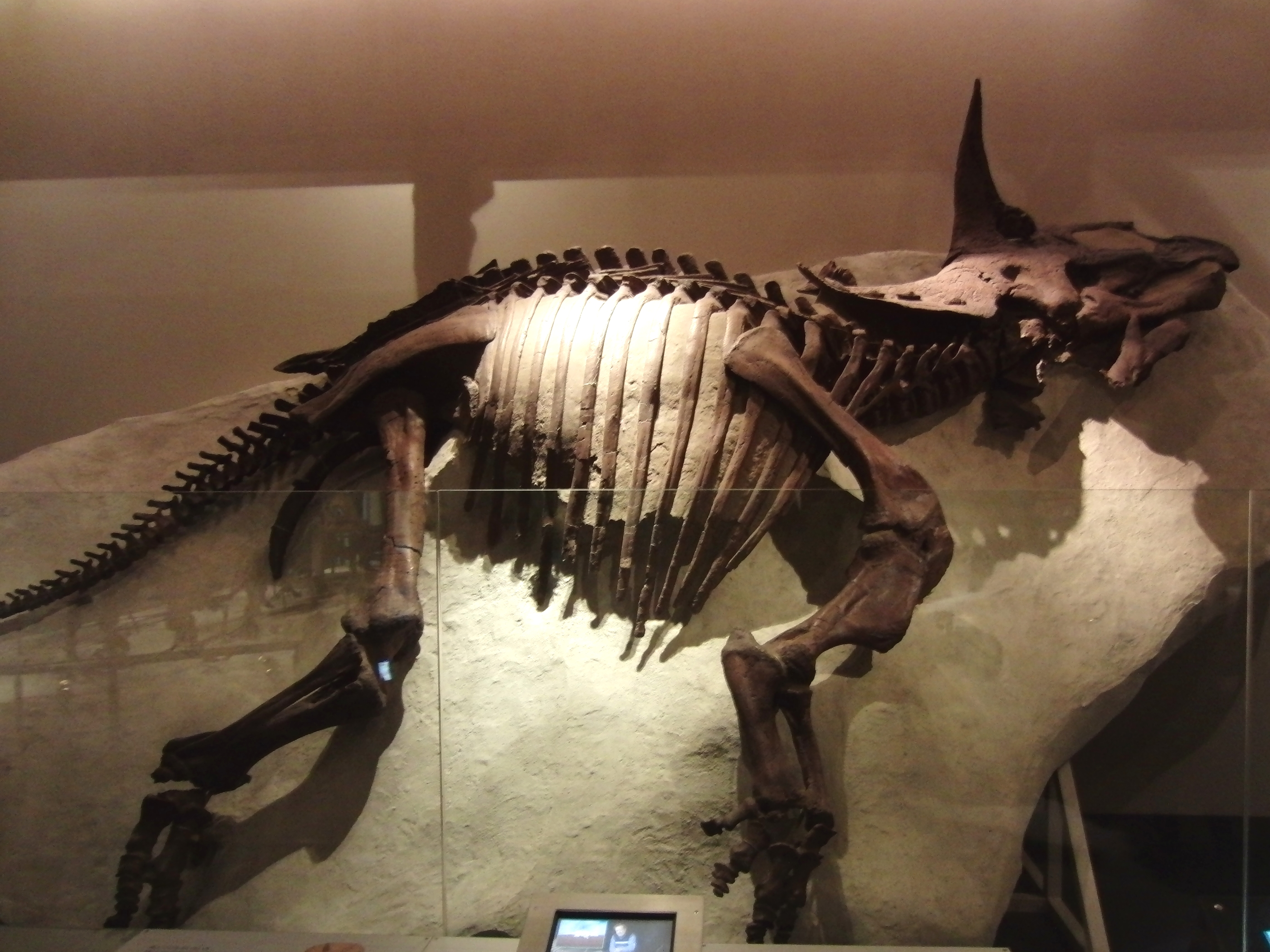
Fosila unui Triceratops numit "Raymond"
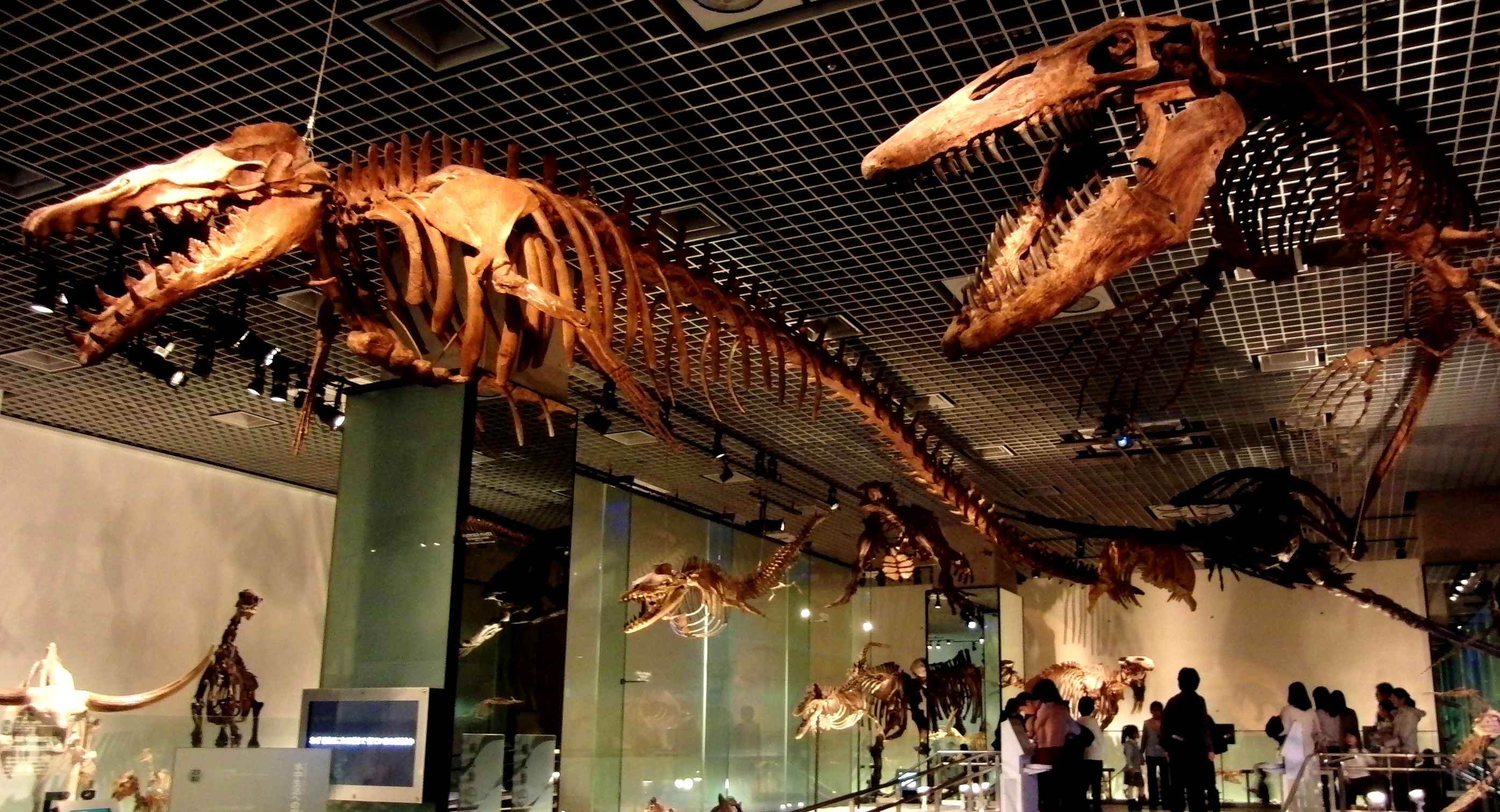
Basilosaurus şi Tylosaurus
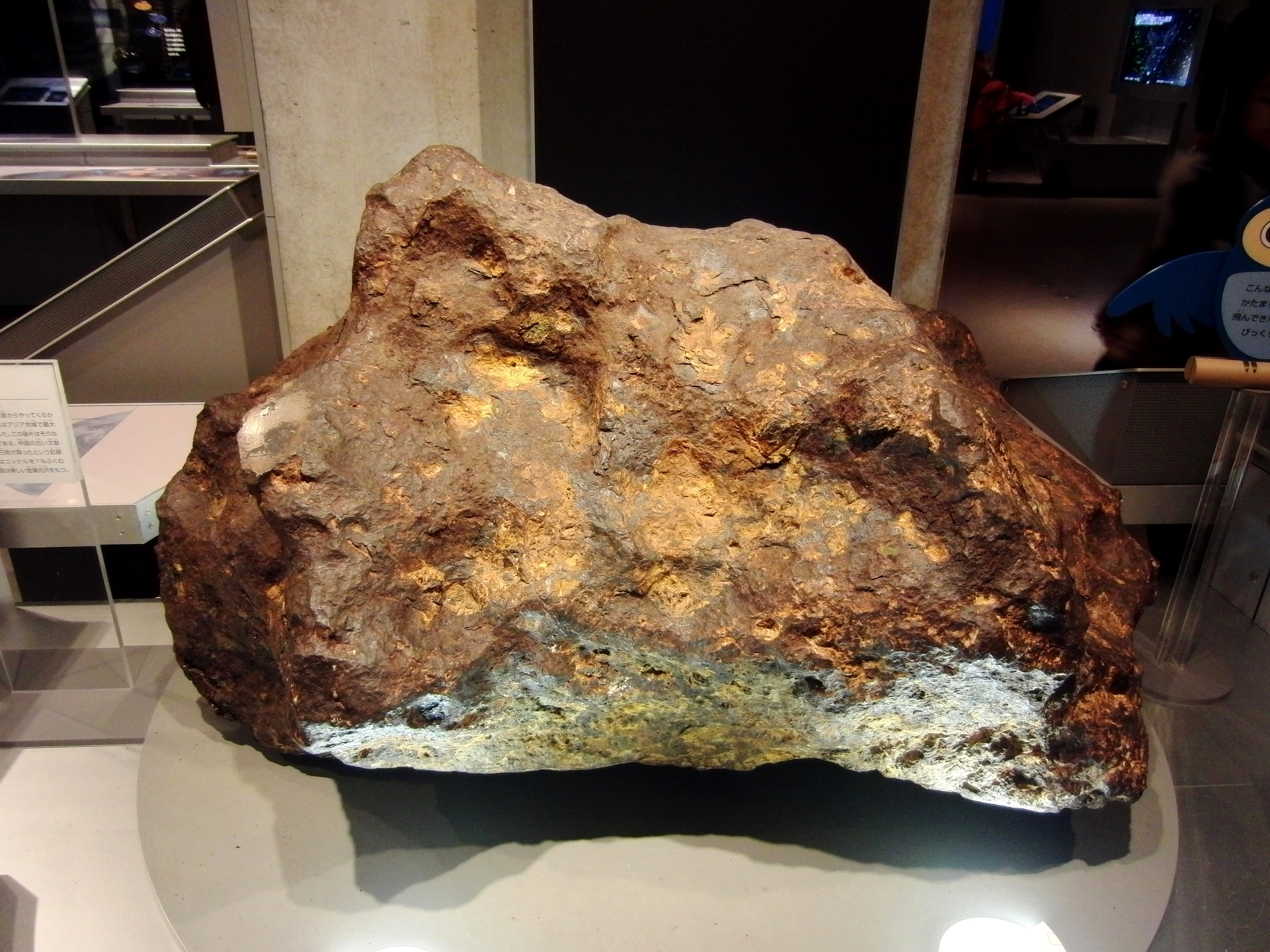
Cel mai mare fragment din meteoritul Nantan